# Сазонова, Татьяна Пантелеймоновна
Татья́на Пантеле́ймоновна Сазо́нова (29 декабря 1926, Москва — 10 ноября 2011, Москва) — советская и российская художница-постановщица мультипликационных фильмов, художница-мультипликатор, художница-иллюстратор детских книг.

## Биография
Родилась 29 декабря 1926 года в Москве.
В 1951 году окончила ВГИК.
В 1952—1960 гг. — ассистентка художника-постановщика.
В 1961—1986 гг. — художница-постановщица к/ст «Союзмультфильм».
Работала в рисованной мультипликации в фильмах режиссёров: Леонида Амальрика (в паре с Надеждой Приваловой) и Юрия Прыткова. Иллюстратор детских книг.
Скончалась на 85-м году жизни в Москве 10 ноября 2011 года. Прах захоронен на Донском кладбище.

## Семья
- Отец — Сазонов, Пантелеймон Петрович (1895—1950) — режиссёр и художник мультипликационного кино.
- Мать — Сазонова, Лидия Витольдовна (1899—1982) — ассистент режиссёра по монтажу (мультипликация), работала на радио.
- Брат — Сазонов, Анатолий Пантелеймонович (1920—1991) — художник мультипликационного кино, педагог; заслуженный художник РСФСР.
- Муж — Прытков, Юрий Александрович (1920—2011) — режиссёр.
- Дочь — Прыткова, Ксения Юрьевна (род. 1954) — художница мультипликационного кино.

## Фильмография

### Художница-постановщица
1. 1958 — «Кошкин дом»
2. 1959 — «Три дровосека»
3. 1960 — «Непьющий воробей. Сказка для взрослых»
4. 1960 — «Разные колёса»
5. 1961 — «Семейная хроника»
6. 1962 — «Две сказки»
7. 1963 — «Бабушкин козлик. Сказка для взрослых»
8. 1964 — «Дюймовочка»
9. 1966 — «Про бегемота, который боялся прививок»
10. 1967 — «Сказки для больших и маленьких»
11. 1967 — «Заяц-симулянт»
12. 1968 — «Хочу бодаться»
13. 1969 — «Девочка и слон»
14. 1971 — «Алло! Вас слышу!»
15. 1971 — «Спортивное бельё из трикотажного полотна» (по заказу Росторгрекламы)[4]
16. 1972 — «Коля, Оля и Архимед»
17. 1973 — «Шапка-невидимка»
18. 1973 — «Лента с липким слоем» (по заказу Союзторгрекламы)[5]
19. 1974 — «Заяц Коська и родничок»
20. 1975 — «Ох и Ах»
21. 1976 — «Сказка про лень»
22. 1977 — «Ох и Ах идут в поход»
23. 1977 — «Пятачок»
24. 1978 — «Наш друг Пишичитай (выпуск 1)»
25. 1979 — «Наш друг Пишичитай (выпуск 2)»
26. 1980 — «Наш друг Пишичитай (выпуск 3)»
27. 1981 — «Так сойдёт!»
28. 1982 — «Верное средство»
29. 1982 — «Мой друг зонтик»
30. 1984 — «Про Фому и про Ерёму»

### Художница-мультипликатор
1. 1961 — «Стрекоза и муравей»
2. 1964 — «Ситцевая улица»

### Ассистентка режиссёра и художника
1. 1953 — «Волшебный магазин»
2. 1953 — «Сестрица Алёнушка и братец Иванушка»
3. 1955 — «Снеговик-почтовик»
4. 1956 — «Двенадцать месяцев»
5. 1956 — «Кораблик»
6. 1958 — «Петя и Красная Шапочка»
7. 1959 — «Ровно в три пятнадцать…»
8. 1960 — «Лиса, бобёр и другие»
9. 1960 — «Мурзилка на спутнике»
10. 1960 — «Про козла»
11. 1962 — «Только не сейчас»
12. 1962 — «Светлячок № 2»
13. 1966 — «Светлячок № 7»
14. 1966 — «Это не про меня»
15. 1969 — «Странная птица»
16. 1970 — «Дядя Миша»

## Выставки
- Выставка к 75-летию киностудии «Союзмультфильм». Библиотека киноискусства им. С. М. Эйзенштейна представляет выставку эскизов, кукол, макетов, фотографий, афиш «СОЮЗ-МУЛЬТ-ШЕДЕВРЫ». Представлены работы художников Анатолия Сазонова, Сергея Алимова, Леонида Шварцмана, Анатолия Петрова, Леонида Носырева, Татьяны Сазоновой и других[6].

## Комментарии
1. ↑  В некрологе на сайте animator.ru названа ошибочная дата смерти — 11 ноября[2].